# Polycentropus rosalysae
Polycentropus rosalysae – gatunek chruścika z rodziny przyocznicowatych i podrodziny Polycentropodinae.
Gatunek ten opisany został po raz pierwszy w 2011 roku przez Stevena W. Hamiltona i Ralpha W. Holzenthala na łamach „ZooKeys”. Jako lokalizację typową wskazano Rio Galharada w Parque Estadual de Campos do Jordão w brazylijskim stanie São Paulo. Epitet gatunkowy nadano na cześć badaczki Rosalys Guahyby.
Chruścik o brązowym ciele ze słomkowymi odnóżami. Skrzydło przednie osiąga 6,5 mm długości. Ubarwienie skrzydła jest brązowe z licznymi jasnymi łatkami. Odwłok samca ma trójkątnawo-owalne w widoku bocznym, a w widoku brzusznym trapezowate z bardzo słabo przewężonymi pośrodku bokami oraz słabo wklęśniętym brzegiem tylnym dziewiąte sternum. Nie występuje przysadka pośrednia. Przysadka preanalna ma krótki i u szczytu szeroko ścięty wyrostek mezolateralny połączony szeroko podstawą z doogonowo skierowanym, szeroko-trójkątnym wyrostkiem mezowentralnym tejże przysadki. Przysadka dolna jest w widoku brzusznym kwadratowa i opatrzona zaostrzonym kolcem kaudalnomezalnym, a w widoku bocznym krótka, owalna, o niskiej i od góry zaokrąglonej flance grzbietowo-bocznej oraz wąskim, pośrodkowo umieszczonym, ostrym kolcu mezowentralnym. Bardzo krótka fallobaza ma parę ostrogowatych, odgiętych wyrostków wierzchołkowo-bocznych, szeroki w widoku grzbietowym skleryt fallotremy oraz wąskie pasmo zesklerotyzowane endoteki. Skleryt subfalliczny jest nieobecny.
Owad neotropikalny, endemiczny dla Brazylii.